# 카심 압달라
카심 압달라 음푸아이아(Kassim Abdallah Mfoihaia, 1987년 4월 9일, 마르세유 ~)는 프랑스 태생의 코모로인 축구 선수이다. 그는 현재 프랑스의 마리냥 지냐크 소속이다.

## 과거
압달라는 프랑스의 마르세유 출신으로 프랑스 부슈-뒤-론에서 자랐다.

## 경력
압달라는 2005년 1월, 아투 스포르 뷔세린과 계약하면서 프로축구계에 입문하였고, 2005년 여름에는 마르세유 연고의 ASC 드 죄네스 펠리스-피아와 반년 계약을 체결하였다. 그는 2년동안 ASCJ 펠리스-피아 소속으로 뛰었고, 이후 샹피오나 드 프랑스 아마퇴르의 US 마리냥과 계약을 체결하였다. 그는 이곳에서 2년동안 44번의 리그 경기에 출전한 뒤, 2009년 7월에 CS 스당 아르덴과 계약하였다.

## 국가대표팀 경력
압달라는 2007년을 기점으로 코모로 축구 국가대표팀의 일원이 되었고, 마다가스카르와의 인도양제도 게임에서 국가대표팀 경기에 처음으로 출전하였다.

## 사생활
그의 가족 4명이 예메니아 항공 626편 추락사고로 목숨을 잃었다. 그의 어머니는 이보다 더 전 비행기에 올라 있었다.